# Teatro Español (ciudad de Santa Rosa)
El Teatro Español fue fundado en Santa Rosa  en la provincia de La Pampa, el 27 de marzo de 1908 por la Asociación Española de Socorros Mutuos, actual dueña del edificio. Este teatro es uno de los más bellos del país, siendo reconocida de esa manera por artistas de todo el mundo, que han pasado por el teatro.

## Historia
Antes de que se fundara Santa Rosa, precisamente el 4 de octubre de 1884, un grupo de inmigrantes españoles fundan la Asociación Española de Socorros Mutuos, quien obtiene un predio donado por Don Tomás Mason, donde en 1899 se inaugura la sede de la asociación 
y un amplio salón. Desde la construcción de la sede, hasta 1903 se hacen pequeños arreglos en la sede y se adquiere el predio contiguo.
El 5 de marzo de 1904, la asamblea aprueba el proyecto de realizar la construcción.  El 27 de mayo del mismo año, se adjudican los trabajos a los señores Francisco Sampietro y Florindo Escolari, y en 1907 se vende el predio adquirido para continuar con la construcción. En 1908, el 7 de marzo se inaugura el Teatro presentando, la sala y el escenario. La comisión declara el reglamento del arrendamiento del buffet y el salón (por año y por espectáculo, respectivamente).
El 19 de julio de 1914 se solicita presupuesto la usina eléctrica, para inaugurar los camarines y el proscenio. El 24 de julio de 1925, a través del acta n.º 390, se aprueba el proyecto de ampliación, que es llevado a cabo por el ingeniero Luis Eraña y Armando Correa. A partir de 1926 comienza la obra, que finalmente termina,  el 24 de marzo de 1927.
Debido a esta última ampliación y a posteriores modificaciones, como baños, camarines, etc. el teatro se encuentra tal como lo conocemos en la actualidad.

## Recitales
El 15 de marzo estuvo Rata Blanca por primera vez en este recinto para seguir con la gira de su disco Tormenta eléctrica. Anteriormente habían tocado en Santa Rosa por la gira de los 20 años de la segunda placa de la banda. Volvieron al teatro el 2 de junio de 2022 para recorrer toda su carrera.